# AFI Premier Division 2020
La AFI Premier Division 2020 è stata la 34ª edizione del campionato irlandese di football americano di primo livello, organizzato dalla AFI.
In seguito alla diffusione della pandemia di COVID-19 l'inizio del campionato è stato rinviato, per essere successivamente annullato.

## Squadre partecipanti
| Club                      | Città     | Stadio | Sponsor ufficiale | Risultato nella stagione 2019 |
| ------------------------- | --------- | ------ | ----------------- | ----------------------------- |
| Belfast Trojans           | Belfast   |        |                   |                               |
| Cork Admirals             | Cork      |        |                   |                               |
| Craigavon Cowboys         | Portadown |        |                   |                               |
| Dublin Rebels             | Dublino   |        |                   |                               |
| South Dublin Panthers     | Lucan     |        |                   |                               |
| University College Dublin | Dublino   |        |                   |                               |
| UL Vikings                | Limerick  |        |                   |                               |
| West Dublin Rhinos        | Dublino   |        |                   |                               |

## Stagione regolare

### Calendario

#### 1ª giornata
| 8 marzo 2020, ore 13:00 | University College Dublin | - – - referto | UL Vikings |  |

#### 2ª giornata
| Castleknock 15 marzo 2020, ore 13:00 | West Dublin Rhinos | - – - referto | Cork Admirals | Castleknock College |

| 15 marzo 2020, ore 13:00 | Dublin Rebels | - – - referto | University College Dublin |  |

#### 3ª giornata
| 22 marzo 2020, ore 13:00 | West Dublin Rhinos | - – - referto | South Dublin Panthers |  |

#### 4ª giornata
| 29 marzo 2020, ore 14:00 | Craigavon Cowboys | - – - referto | University College Dublin |  |

| 29 marzo 2020, ore 14:00 | Cork Admirals | - – - referto | UL Vikings |  |

| 29 marzo 2020, ore 14:00 | Dublin Rebels | - – - referto | Belfast Trojans |  |

#### 5ª giornata
| 4 aprile 2020, ore 14:00 | Dublin Rebels | - – - referto | UL Vikings |  |

| 5 aprile 2020, ore 14:00 | South Dublin Panthers | - – - referto | Craigavon Cowboys |  |

#### 6ª giornata
| 18 aprile 2020, ore 14:00 | South Dublin Panthers | - – - referto | University College Dublin |  |

| 18 aprile 2020, ore 14:00 | West Dublin Rhinos | - – - referto | Dublin Rebels |  |

| 18 aprile 2020, ore 14:00 | Cork Admirals | - – - referto | Belfast Trojans |  |

| 19 aprile 2020, ore 14:00 | UL Vikings | - – - referto | Craigavon Cowboys |  |

#### 7ª giornata
| 3 maggio 2020 | South Dublin Panthers | - – - referto | Cork Admirals |  |

#### 8ª giornata
| 10 maggio 2020, ore 14:00 | Cork Admirals | - – - referto | Dublin Rebels |  |

| 10 maggio 2020, ore 14:00 | Belfast Trojans | - – - referto | Craigavon Cowboys |  |

#### 9ª giornata
| 17 maggio 2020, ore 14:00 | Belfast Trojans | - – - referto | West Dublin Rhinos |  |

#### 10ª giornata
| 24 maggio 2020, ore 14:00 | Craigavon Cowboys | - – - referto | Dublin Rebels |  |

| 24 maggio 2020, ore 14:00 | UL Vikings | - – - referto | South Dublin Panthers |  |

#### 11ª giornata
| 31 maggio 2020, ore 14:00 | Craigavon Cowboys | - – - referto | Cork Admirals |  |

| 31 maggio 2020, ore 14:00 | University College Dublin | - – - referto | West Dublin Rhinos |  |

#### 12ª giornata
| 7 giugno 2020, ore 14:00 | Belfast Trojans | - – - referto | South Dublin Panthers |  |

#### 13ª giornata
| 14 giugno 2020, ore 14:00 | Belfast Trojans | - – - referto | UL Vikings |  |

| 14 giugno 2020, ore 14:00 | Craigavon Cowboys | - – - referto | West Dublin Rhinos |  |

#### 14ª giornata
| 20 giugno 2020, ore 14:00 | UL Vikings | - – - referto | West Dublin Rhinos |  |

| 21 giugno 2020, ore 14:00 | Dublin Rebels | - – - referto | South Dublin Panthers |  |

| 21 giugno 2020, ore 14:00 | University College Dublin | - – - referto | Cork Admirals |  |

#### 15ª giornata
| 4 luglio 2020, ore 14:00 | South Dublin Panthers | - – - referto | Belfast Trojans |  |

| 4 luglio 2020, ore 14:00 | Cork Admirals | - – - referto | University College Dublin |  |

| 5 luglio 2020, ore 14:00 | West Dublin Rhinos | - – - referto | Craigavon Cowboys |  |

| 5 luglio 2020, ore 14:00 | UL Vikings | - – - referto | Dublin Rebels |  |

#### 16ª giornata
| 11 luglio 2020, ore 12:00 | University College Dublin | - – - referto | Belfast Trojans |  |

### Classifiche
Le classifiche della regular season sono le seguenti.
- PCT = percentuale di vittorie, G = partite giocate, V = partite vinte,  P = partite perse, PF = punti fatti, PS = punti subiti

#### SBC North
| Pos. | Squadra               | PCT  | G | V | N | P | PF | PS |
| ---- | --------------------- | ---- | - | - | - | - | -- | -- |
| 1    | Belfast Trojans       | .000 | 0 | 0 | 0 | 0 | 0  | 0  |
| 2    | Craigavon Cowboys     | .000 | 0 | 0 | 0 | 0 | 0  | 0  |
| 3    | South Dublin Panthers | .000 | 0 | 0 | 0 | 0 | 0  | 0  |
| 4    | West Dublin Rhinos    | .000 | 0 | 0 | 0 | 0 | 0  | 0  |

#### SBC South
| Pos. | Squadra                   | PCT  | G | V | N | P | PF | PS |
| ---- | ------------------------- | ---- | - | - | - | - | -- | -- |
| 1    | Cork Admirals             | .000 | 0 | 0 | 0 | 0 | 0  | 0  |
| 2    | Dublin Rebels             | .000 | 0 | 0 | 0 | 0 | 0  | 0  |
| 3    | UL Vikings                | .000 | 0 | 0 | 0 | 0 | 0  | 0  |
| 4    | University College Dublin | .000 | 0 | 0 | 0 | 0 | 0  | 0  |

## Playoff

### Tabellone
|  | Semifinali | Semifinali | Semifinali |  |  | XXXIV Shamrock Bowl | XXXIV Shamrock Bowl | XXXIV Shamrock Bowl |  |
|  |            |            |            |  |  |                     |                     |                     |  |
|  | 1N         | TBD        |            |  |  |                     |                     |                     |  |
|  | 1N         | TBD        |            |  |  |                     |                     |                     |  |
|  | 2S         | TBD        |            |  |  |                     |                     |                     |  |
|  | 2S         | TBD        | TBD        |  |  |                     |                     |                     |  |
|  |            |            |            |  |  |                     |                     |                     |  |
|  |            |            | TBD        |  |  |                     |                     |                     |  |
|  | 1S         | TBD        |            |  |  |                     |                     |                     |  |
|  | 1S         | TBD        |            |  |  |                     |                     |                     |  |
|  | 2N         | TBD        |            |  |  |                     |                     |                     |  |

### Semifinali
| 26 luglio 2020 | TBD | - – - | TBD |  |

| 26 luglio 2020 | TBD | - – - | TBD |  |

### XXXIV Shamrock Bowl
| 9 agosto 2020 | TBD | - – - | TBD |  |